# متحف طهران للسلام
متحف طهران للسلام هو عضو في الشبكة الدولية لمتاحف السلام. الهدف الرئيسي للمتحف هو تعزيز ثقافة السلام من خلال زيادة الوعي بالعواقب المدمرة للحرب، مع التركيز على الآثار الصحية والبيئية للأسلحة الكيميائية.
يقع متحف طهران للسلام حاليًا في مبنى تبرعت به بلدية طهران داخل حديقة المدينة التاريخية، وهو مركز سلام تفاعلي بقدر ما هو متحف.
في 29 يونيو 2007، تم الانتهاء من نصب تذكاري لضحايا الغازات السامة في الحرب العراقية الإيرانية (1980- 1988)، جنبًا إلى جنب مع متحف السلام، في حديقة في طهران، عاصمة إيران. تم إنشاء هذه المرافق من قبل جمعية دعم ضحايا الأسلحة الكيميائية (منظمة غير حكومية إيرانية)، ومدينة طهران، وبعض المنظمات غير الحكومية الأخرى، والأفراد والجماعات في هيروشيما.
ينسق المتحف برنامج تعليم السلام الذي يعقد ورش عمل حول القانون الإنساني ونزع السلاح والتسامح وتعليم السلام. في الوقت نفسه، تستضيف مؤتمرات حول ثقافة السلام والمصالحة والقانون الإنساني الدولي ونزع السلاح ومناصرة السلام.
بالإضافة إلى ذلك، يضم المتحف استوديوًا للأفلام الوثائقية يوفر مساحة عمل حيث يمكن التقاط القصص الفردية لضحايا الحرب وحفظها في السجل التاريخي. تضم مكتبة السلام بالمتحف مجموعة من المؤلفات التي تغطي موضوعات من القانون الدولي إلى تطبيق السلام إلى التواريخ الشفوية للمحاربين القدامى وضحايا الحرب. يتم عرض الصور الثلاثية الأبعاد الثلاثية الأبعاد هنا. لقد تم صنعها من صور قتلی الحرب العراقية الإيرانية. صممها حسام بني اقبال وفريقه في استوديو حسام للرسوم المتحركة.
المعارض الفنية الدائمة والمتناوبة المتعلقة بالسلام، والتي تعرض أعمال الفنانين الهواة الدوليين والإيرانيين ورسومات الأطفال، موجودة أيضًا في مجمع المتحف. أخيرًا، يقع مقر الأمانة الإيرانية لمنظمة رؤساء البلديات من أجل السلام الدولية في متحف طهران للسلام.

## تأسيس حركة متحف السلام الإيراني
بدأ تأسيسها بمحادثة بين مؤسسي جمعية دعم ضحايا الأسلحة الكيميائية (SCWVS) ومقرها طهران ومنسق لشبكة متاحف السلام الدولية. هذا، بالإضافة إلى زيارة أعضاء SCWVS إلى هيروشيما باليابان، مما أدى إلى الرغبة في إنشاء متحف في طهران.
كان في هيروشيما حيث تمكنت المعاناة من الأسلحة الذرية من التحول بقوة إلى حملة من أجل السلام تتجلى من خلال متحف السلام. هذه القدرة على استخدام معاناة الحرب الشديدة لتسليط الضوء على الحاجة إلى السلام جعلت مؤسسي متحف طهران للسلام يدركون معاناة إيران الموازية من الأسلحة الكيميائية والحاجة إلى حملة موازية للسلام.

## تركيز على مشاركة الناجين
أثناء زيارة متحف هيروشيما التذكاري للسلام، أدرك مؤسسو متحف طهران للسلام ضرورة إشراك ضحايا الحرب في إنشاء المتحف. هؤلاء الأفراد هم وحدهم القادرون على تقديم روايات موثوقة عن الحقائق القاسية للحرب ورغبتهم المرتبطة بالسلام. برز أكثر الناجين من الحرب تأثيراً وحماساً وذات صلة بأنهم ضحايا إيرانيون لهجمات صدام حسين بالأسلحة الكيماوية، وكان غالبيتهم على اتصال بالفعل بـ SCWVS. لقد أثبتت هذه المجموعة من الضحايا أنها متحمسة للغاية لمشاركة قصصهم والعمل كنصب تذكاري لفظائع الحرب.

## حفل افتتاح المبنى الجديد
في 29 يونيو 2011، بالتزامن مع الذكرى السنوية للهجوم الكيميائي على مدينة سردشت في عام 1987 ويوم الحملة ضد الأسلحة الكيميائية، تم افتتاح المبنى الجديد لمتحف طهران للسلام رسميًا للجمهور. خلال الحفل، حضر عدد من الضيوف من دول مختلفة، بمن فيهم مدير متحف هيروشيما للسلام، وفد يمثل الناجين من قصف هيروشيما الذري، والناجين من الهجوم الكيميائي على حلبجة شمال العراق، بالإضافة إلى العديد من النشطاء الإيرانيون وقدامى المحاربين.

## بعض الأنشطة الحديثة
تم الاحتفال باليوم الدولي لإحياء ذكرى جميع ضحايا الحرب الكيميائية في متحف طهران للسلام يوم الأحد، 29 أبريل 2012. حضر العديد من المشاركين الحدث، بما في ذلك الناجين من الحرب الكيماوية وممثلي المنظمات الدولية والأكاديميين والصحفيين وغيرهم.
في حفل التأبين، تم تسليم رسائل الأمين العام للأمم المتحدة والمدير العام لمنظمة حظر الأسلحة الكيميائية.
وتضمنت أجزاء أخرى من البرنامج بيانا أدلى به ممثل عن ضحايا الحرب الكيماوية الإيرانيين، وأداء موسيقي، وزراعة أشجار الزيتون.

## معلومات للزوار
العنوان: البوابة الشمالية لمنتزه المدينة (بارک شهر)، طهران، إيران.
هاتف: + 98-21-66731076
أيام الإغلاق: الجمعة
ساعات العمل: من الساعة 9 صباحًا حتى 5 مساءً يوميًا
القبول: مجاني

## روابط خارجية
- الموقع الرسمي لمتحف طهران للسلام
- موقع الشبكة الدولية لمتاحف السلام